# FA Cup 2022-2023
La FA Cup 2022-2023 è stata la 142ª edizione della FA Cup, la più importante coppa nel calcio inglese e la competizione ad eliminazione diretta più antica del mondo. È sponsorizzata da Emirates.
La finale si è svolta il 3 giugno 2023 allo Stadio di Wembley e si è conclusa con la vittoria del Manchester City, che ha superato il Manchester Utd per 2-1. Per il Manchester City si è trattato del settimo successo nella storia della competizione.

## Calendario
La competizione sarà composta dalle 92 squadre del sistema Football League (20 squadre della Premier League e 72 in totale dalla EFL Championship, EFL League One e EFL League Two) più le 32 squadre qualificate su 640 squadre del National League System (dal 5º al 10º livello del sistema calcio inglese) che inizieranno la competizione nei turni di qualificazione.
Tutti i turni sono stati estratti casualmente, di solito al termine del turno precedente o la sera dell'ultima partita in diretta televisiva di un turno in corso, a seconda dei diritti TV.
| Fase                    | Turno                           | Sorteggio        | Data              | Partite | Squadre | Squadre entrate | Campionati entranti                         |
| ----------------------- | ------------------------------- | ---------------- | ----------------- | ------- | ------- | --------------- | ------------------------------------------- |
| Turni di qualificazione | Turno extra preliminare         | 8 luglio 2022    | 6 agosto 2022     | 208     | 416-208 | 416             |                                             |
| Turni di qualificazione | Turno preliminare               | 8 luglio 2022    | 20 agosto 2022    | 136     | 272-136 | 64              | N&S&I Divisions One                         |
| Turni di qualificazione | Primo turno di qualificazione   |                  | 3 settembre 2022  | 112     | 224-112 | 88              | N&S&I Premier Division                      |
| Turni di qualificazione | Secondo turno di qualificazione |                  | 17 settembre 2022 | 80      | 160-80  | 48              | National North & South                      |
| Turni di qualificazione | Terzo turno di qualificazione   |                  | 1º ottobre 2022   | 40      | 80-40   |                 |                                             |
| Turni di qualificazione | Quarto turno di qualificazione  |                  | 15 ottobre 2022   | 32      | 64-32   | 24              | National League                             |
| Torneo principale       | Primo turno                     | 17 ottobre 2022  | 5 novembre 2022   | 40      | 80 → 40 | 48              | Football League 1 Football League 2         |
| Torneo principale       | Secondo turno                   | 7 novembre 2022  | 26 novembre 2022  | 20      | 40 → 20 |                 |                                             |
| Torneo principale       | Terzo turno                     | 28 novembre 2022 | 7 gennaio 2023    | 32      | 64 → 32 | 44              | Premier League Football League Championship |
| Torneo principale       | Quarto turno                    | 8 gennaio 2023   | 28 gennaio 2023   | 16      | 32 → 16 |                 |                                             |
| Torneo principale       | Ottavi di finale                |                  | 1º marzo 2023     | 8       | 16 → 8  |                 |                                             |
| Torneo principale       | Quarti di finale                |                  | 18 marzo 2023     | 4       | 8 → 4   |                 |                                             |
| Torneo principale       | Semifinali                      |                  | 22 aprile 2023    | 2       | 4 → 2   |                 |                                             |
| Torneo principale       | Finale                          |                  | 3 giugno 2023     | 1       | 2 → 1   |                 |                                             |

## Turni di qualificazione
Le squadre che non sono membri né della Premier League né della English Football League gareggiano nei turni di qualificazione per assicurarsi uno dei 32 posti disponibili nel primo turno della fase finale. La competizione di qualificazione a sei turni è iniziata con un turno preliminare extra il 6 agosto 2022. Il sorteggio del turno extra preliminare si è tenuto l'8 luglio 2022.

## Fase finale
Il numero tra parentesi di fianco ad ogni squadra identifica il livello calcistico di appartenenza.

### Primo turno
Il sorteggio per il primo turno della fase finale si è tenuto il 17 ottobre 2022. A questo turno sono riuscite a qualificarsi 6 squadre di settima divisione, il campionato di livello più basso fin qui rappresentato, vale a dire il South Shields, il Merthyr Town, il Coalville Town, il Needham Market, l'Alvechurch e il Bracknell Town.
| Squadra 1            | Risultato | Squadra 2              |
| -------------------- | --------- | ---------------------- |
| 4 novembre 2022      |           |                        |
| Sheffield Weds (3)   | 2 - 0     | Morecambe (3)          |
| Hereford (6)         | 1 - 3     | Portsmouth (3)         |
| 5 novembre 2022      |           |                        |
| South Shields (7)    | 0 - 2     | Forest Green (3)       |
| Bradford City (4)    | 0 - 1     | Harrogate Town (4)     |
| Bolton (3)           | 1 - 2     | Barnsley (3)           |
| Boreham Wood (5)     | 3 - 1     | Eastleigh (5)          |
| Maidenhead Utd (5)   | 0 - 1     | Dag & Red (5)          |
| Crawley Town (4)     | 1 - 4     | Accrington Stanley (3) |
| Solihull Moors (5)   | 2 - 2     | Hartlepool Utd (4)     |
| Fylde (6)            | 1 - 1     | Gillingham (4)         |
| Peterborough Utd (3) | 0 - 0     | Salford City (4)       |
| Sutton Utd (4)       | 0 - 2     | Farnborough (6)        |
| Grimsby Town (4)     | 5 - 1     | Plymouth (3)           |
| MK Dons (3)          | 6 - 0     | Taunton Town (6)       |
| Ebbsfleet Utd (6)    | 2 - 1     | Halifax Town (5)       |
| Carlisle Utd (4)     | 2 - 1     | Tranmere (4)           |
| Chippenham Town (6)  | 1 - 0     | Lincoln City (3)       |
| Shrewsbury Town (3)  | 2 - 1     | York City (5)          |
| Buxton (6)           | 2 - 0     | Merthyr Town (7)       |
| Charlton (3)         | 4 - 1     | Coalville Town (7)     |
| Weymouth (6)         | 1 - 1     | AFC Wimbledon (4)      |
| Newport County (4)   | 2 - 0     | Colchester Utd (4)     |
| Stockport County (4) | 4 - 0     | Swindon Town (4)       |
| Doncaster (4)        | 0 - 1     | King's Lynn Town (6)   |
| Gateshead (5)        | 2 - 3     | Stevenage (4)          |
| Fleetwood Town (3)   | 3 - 1     | Oxford City (6)        |
| Burton Albion (3)    | 2 - 0     | Needham Market (7)     |
| Port Vale (3)        | 2 - 3     | Exeter City (3)        |
| Bristol Rovers (3)   | 1 - 0     | Rochdale (4)           |
| Wycombe (3)          | 0 - 2     | Walsall (4)            |
| Crewe Alexandra (4)  | 1 - 0     | Leyton Orient (4)      |
| Barnet (5)           | 1 - 1     | Chelmsford City (6)    |
| Chesterfield (5)     | 1 - 0     | Northampton Town (4)   |
| Cheltenham Town (3)  | 1 - 2     | Alvechurch (7)         |
| Barrow (4)           | 0 - 1     | Mansfield Town (4)     |
| 6 novembre 2022      |           |                        |
| Wrexham (5)          | 3 - 0     | Oldham Athletic (5)    |
| Curzon Ashton (6)    | 0 - 0     | Cambridge Utd (3)      |
| Torquay Utd (5)      | 2 - 2     | Derby County (3)       |
| 7 novembre 2022      |           |                        |
| Bracknell Town (7)   | 0 - 3     | Ipswich Town (3)       |
| 16 novembre 2022     |           |                        |
| Woking (5)           | 1 - 2     | Oxford Utd (3)         |

#### Replay
| Squadra 1           | Risultato       | Squadra 2            |
| ------------------- | --------------- | -------------------- |
| 14 novembre 2022    |                 |                      |
| Chelmsford City (6) | 0 - 1           | Barnet (5)           |
| 15 novembre 2022    |                 |                      |
| Cambridge Utd (3)   | 0 - 0 (4-2 dtr) | Curzon Ashton (6)    |
| Hartlepool Utd (4)  | 1 - 1 (4-3 dtr) | Solihull Moors (5)   |
| Gillingham (4)      | 1 - 0           | Fylde (6)            |
| AFC Wimbledon (4)   | 3 - 1           | Weymouth (6)         |
| Derby County (3)    | 5 - 0           | Torquay Utd (5)      |
| 16 novembre 2022    |                 |                      |
| Salford City (4)    | 0 - 3           | Peterborough Utd (3) |

### Secondo turno
Il sorteggio per il secondo turno della fase finale si è tenuto il 7 novembre 2022.. A questo turno si è qualificata una squadra di settima divisione, il campionato di livello più basso fin qui rappresentato, vale a dire l'Alvechurch.
| Squadra 1              | Risultato | Squadra 2            |
| ---------------------- | --------- | -------------------- |
| 26 novembre 2022       |           |                      |
| King's Lynn Town (6)   | 0 - 3     | Stevenage (4)        |
| Cambridge Utd (3)      | 1 - 2     | Grimsby Town (4)     |
| Accrington Stanley (3) | 1 - 0     | Barnet (5)           |
| Barnsley (3)           | 3 - 0     | Crewe Alexandra (4)  |
| Forest Green (3)       | 2 - 1     | Alvechurch (7)       |
| Portsmouth (3)         | 3 - 2     | MK Dons (3)          |
| Shrewsbury Town (3)    | 3 - 1     | Peterborough Utd (3) |
| Hartlepool Utd (4)     | 3 - 1     | Harrogate Town (4)   |
| Charlton (3)           | 2 - 2     | Stockport County (4) |
| Oxford Utd (3)         | 4 - 1     | Exeter City (3)      |
| Sheffield Weds (3)     | 2 - 1     | Mansfield Town (4)   |
| AFC Wimbledon (4)      | 0 - 2     | Chesterfield (5)     |
| Walsall (4)            | 2 - 1     | Carlisle Utd (4)     |
| Wrexham (5)            | 4 - 1     | Farnborough (6)      |
| Dag & Red (5)          | 1 - 1     | Gillingham (4)       |
| 27 novembre 2022       |           |                      |
| Ebbsfleet Utd (6)      | 0 - 1     | Fleetwood Town (3)   |
| Bristol Rovers (3)     | 0 - 2     | Boreham Wood (5)     |
| Burton Albion (3)      | 6 - 1     | Chippenham Town (6)  |
| Newport County (4)     | 1 - 2     | Derby County (3)     |
| Ipswich Town (3)       | 4 - 0     | Buxton (6)           |

#### Replay
| Squadra 1            | Risultato | Squadra 2     |
| -------------------- | --------- | ------------- |
| 7 dicembre 2022      |           |               |
| Stockport County (4) | 3 - 1     | Charlton (3)  |
| 8 dicembre 2022      |           |               |
| Gillingham (4)       | 3 - 2     | Dag & Red (5) |

### Terzo turno
Il sorteggio per il terzo turno della fase finale si è tenuto il 28 novembre 2022. A questo turno si sono qualificate 3 squadre di quinto livello, il campionato di livello più basso fin qui rappresentato, vale a dire il Boreham Wood, il Chesterfield e il Wrexham.
| Squadra 1            | Risultato | Squadra 2              |
| -------------------- | --------- | ---------------------- |
| 6 gennaio 2023       |           |                        |
| Manchester Utd (1)   | 3 - 1     | Everton (1)            |
| 7 gennaio 2023       |           |                        |
| Crystal Palace (1)   | 1 - 2     | Southampton (1)        |
| Gillingham (4)       | 0 - 1     | Leicester City (1)     |
| Preston N.E. (2)     | 3 - 1     | Huddersfield Town (2)  |
| Reading (2)          | 2 - 0     | Watford (2)            |
| Tottenham (1)        | 1 - 0     | Portsmouth (3)         |
| Bournemouth (1)      | 2 - 4     | Burnley (2)            |
| Blackpool (2)        | 4 - 1     | Nottingham Forest (1)  |
| Boreham Wood (5)     | 1 - 1     | Accrington Stanley (3) |
| Chesterfield (5)     | 3 - 3     | West Bromwich (2)      |
| Fleetwood Town (3)   | 2 - 1     | QPR (2)                |
| Hull City (2)        | 0 - 2     | Fulham (1)             |
| Ipswich Town (3)     | 4 - 1     | Rotherham Utd (2)      |
| Middlesbrough (2)    | 1 - 5     | Brighton (1)           |
| Millwall (2)         | 0 - 2     | Sheffield Utd (2)      |
| Shrewsbury Town (3)  | 1 - 2     | Sunderland (2)         |
| Brentford (1)        | 0 - 1     | West Ham Utd (1)       |
| Coventry City (2)    | 3 - 4     | Wrexham (5)            |
| Grimsby Town (4)     | 1 - 0     | Burton Albion (3)      |
| Luton Town (2)       | 1 - 1     | Wigan (2)              |
| Sheffield Weds (3)   | 2 - 1     | Newcastle Utd (1)      |
| Liverpool (1)        | 2 - 2     | Wolverhampton (1)      |
| 8 gennaio 2023       |           |                        |
| Bristol City (2)     | 1 - 1     | Swansea City (2)       |
| Derby County (3)     | 3 - 0     | Barnsley (3)           |
| Cardiff City (2)     | 2 - 2     | Leeds Utd (1)          |
| Hartlepool Utd (4)   | 0 - 3     | Stoke City             |
| Norwich City (2)     | 0 - 1     | Blackburn (2)          |
| Stockport County (4) | 1 - 2     | Walsall (4)            |
| Aston Villa (1)      | 1 - 2     | Stevenage (4)          |
| Manchester City (1)  | 4 - 0     | Chelsea (1)            |
| 9 gennaio 2023       |           |                        |
| Oxford Utd (3)       | 0 - 3     | Arsenal (1)            |
| 17 gennaio 2023      |           |                        |
| Forest Green (3)     | 1 - 2     | Birmingham City (2)    |

#### Replay Quinto Turno (Trentaduesimi di Finale)
| Squadra 1              | Risultato   | Squadra 2        |
| ---------------------- | ----------- | ---------------- |
| 17 gennaio 2023        |             |                  |
| West Bromwich (2)      | 4 - 0       | Chesterfield (5) |
| Wigan (2)              | 1 - 2       | Luton Town (2)   |
| Wolverhampton (1)      | 0 - 1       | Liverpool (1)    |
| Swansea City (2)       | 1 - 2 (dts) | Bristol City (2) |
| 18 gennaio 2023        |             |                  |
| Leeds Utd (1)          | 5 - 2       | Cardiff City (2) |
| 24 gennaio 2023        |             |                  |
| Accrington Stanley (3) | 1 - 0 (dts) | Boreham Wood (5) |

### Quarto turno (Sedicesimi di Finale)
Il sorteggio per il quarto turno della fase finale si è tenuto l'8 gennaio 2023. A questo turno si è qualificato il Wrexham, squadra di quinta serie, il campionato di livello più basso fin qui rappresentato.
| Squadra 1              | Risultato | Squadra 2           |
| ---------------------- | --------- | ------------------- |
| 27 gennaio 2023        |           |                     |
| Manchester City (1)    | 1 - 0     | Arsenal (1)         |
| 28 gennaio 2023        |           |                     |
| Preston N.E. (2)       | 0 - 3     | Tottenham (1)       |
| Southampton (1)        | 2 - 1     | Blackpool (2)       |
| Ipswich Town (3)       | 0 - 0     | Burnley (2)         |
| Manchester Utd (1)     | 3 - 1     | Reading (2)         |
| Luton Town (2)         | 2 - 2     | Grimsby Town (4)    |
| Blackburn (2)          | 2 - 2     | Birmingham City (2) |
| Walsall (4)            | 0 - 1     | Leicester City (1)  |
| Sheffield Weds (3)     | 1 - 1     | Fleetwood Town (3)  |
| Bristol City (2)       | 3 - 0     | West Bromwich (2)   |
| Fulham (1)             | 1 - 1     | Sunderland (2)      |
| Accrington Stanley (3) | 1 - 3     | Leeds Utd (1)       |
| 29 gennaio 2023        |           |                     |
| Brighton (1)           | 2 - 1     | Liverpool (1)       |
| Stoke City (2)         | 3 - 1     | Stevenage (4)       |
| Wrexham (5)            | 3 - 3     | Sheffield Utd (2)   |
| 30 gennaio 2023        |           |                     |
| Derby County (3)       | 0 - 2     | West Ham Utd (1)    |

#### Replay Quarto Turno (Sedicesimi di Finale)
| Squadra 1           | Risultato   | Squadra 2          |
| ------------------- | ----------- | ------------------ |
| 31 gennaio 2023     |             |                    |
| Birmingham City (2) | 0 - 1 (dts) | Blackburn (2)      |
| 7 febbraio 2023     |             |                    |
| Fleetwood Town (3)  | 1 - 0       | Sheffield Weds (3) |
| Burnley (2)         | 2 - 1       | Ipswich Town (3)   |
| Grimsby Town (4)    | 3 - 0       | Luton Town (2)     |
| Sheffield Utd (2)   | 3 - 1       | Wrexham (5)        |
| 8 febbraio 2023     |             |                    |
| Sunderland (2)      | 2 - 3       | Fulham (1)         |

### Ottavi di finale
Il sorteggio per gli ottavi della fase finale si è tenuto il 30 gennaio 2023. A questo turno si è qualificato il Grimsby Town, club di quarta serie, il campionato di livello più basso fin qui rappresentato.
| Squadra 1          | Risultato | Squadra 2           |
| ------------------ | --------- | ------------------- |
| 1º marzo 2023      |           |                     |
| Southampton (1)    | 1 - 2     | Grimsby Town (4)    |
| Leicester City (1) | 1 - 2     | Blackburn (2)       |
| Stoke City (2)     | 0 - 1     | Brighton (1)        |
| Sheffield Utd (2)  | 1 - 0     | Tottenham (1)       |
| Fulham (1)         | 2 - 0     | Leeds Utd (1)       |
| Bristol City (2)   | 0 - 3     | Manchester City (1) |
| Manchester Utd (1) | 3 - 1     | West Ham Utd (1)    |
| Burnley (2)        | 1 - 0     | Fleetwood Town (3)  |

### Quarti di finale
Il sorteggio per i quarti di finale si è tenuto il 1º marzo 2023. A questo turno si è qualificato il Grimsby Town, club di quarta serie, il campionato di livello più basso fin qui rappresentato.
| Squadra 1           | Risultato | Squadra 2        |
| ------------------- | --------- | ---------------- |
| 18 marzo 2023       |           |                  |
| Manchester City (1) | 6 - 0     | Burnley (2)      |
| 19 marzo 2023       |           |                  |
| Manchester Utd (1)  | 3 - 1     | Fulham (1)       |
| Brighton (1)        | 5 - 0     | Grimsby Town (4) |
| Sheffield Utd (2)   | 3 - 2     | Blackburn (2)    |

### Semifinali
Il sorteggio per le semifinali si è tenuto il 19 marzo 2023.
| Squadra 1           | Risultato       | Squadra 2          |
| ------------------- | --------------- | ------------------ |
| 22 aprile 2023      |                 |                    |
| Manchester City (1) | 3 - 0           | Sheffield Utd (2)  |
| 23 aprile 2023      |                 |                    |
| Brighton (1)        | 0 - 0 (6-7 dtr) | Manchester Utd (1) |

### Finale
| Arbitro: | Paul Tierney |

|                  |           |                      |
| Gündoğan 1’, 51’ | Marcatori | 33’ (rig.) Fernandes |

| Manchester City | Manchester United |

| P               | 18 | Stefan Ortega   | 81’ |       |
| D               | 2  | Kyle Walker     |     | 90+5’ |
| D               | 3  | Rúben Dias      |     |       |
| D               | 25 | Manuel Akanji   |     |       |
| C               | 5  | John Stones     |     |       |
| C               | 16 | Rodri           | 90’ |       |
| C               | 20 | Bernardo Silva  |     |       |
| C               | 17 | Kevin De Bruyne |     | 76’   |
| C               | 8  | İlkay Gündoğan  |     |       |
| C               | 10 | Jack Grealish   |     | 89’   |
| A               | 9  | Erling Haaland  |     |       |
| A disposizione: |    |                 |     |       |
| P               | 31 | Ederson         |     |       |
| D               | 6  | Nathan Aké      |     | 89’   |
| D               | 14 | Aymeric Laporte |     | 90+5’ |
| D               | 82 | Rico Lewis      |     |       |
| C               | 4  | Kalvin Phillips |     |       |
| C               | 47 | Phil Foden      |     | 76’   |
| C               | 80 | Cole Palmer     |     |       |
| A               | 19 | Julián Álvarez  |     |       |
| A               | 26 | Riyad Mahrez    |     |       |
| Allenatore:     |    |                 |     |       |
| Josep Guardiola |    |                 |     |       |

| P               | 1  | David de Gea       |       |     |
| D               | 29 | Aaron Wan-Bissaka  | 45+4’ |     |
| D               | 19 | Raphaël Varane     |       |     |
| D               | 2  | Victor Lindelöf    |       | 83’ |
| D               | 23 | Luke Shaw          |       |     |
| C               | 18 | Casemiro           |       |     |
| C               | 17 | Fred               | 79’   |     |
| C               | 8  | Bruno Fernandes    |       |     |
| C               | 14 | Christian Eriksen  |       | 62’ |
| C               | 25 | Jadon Sancho       |       | 78’ |
| A               | 10 | Marcus Rashford    |       |     |
| A disposizione: |    |                    |       |     |
| P               | 31 | Jack Butland       |       |     |
| D               | 5  | Harry Maguire      |       |     |
| D               | 12 | Tyrell Malacia     |       |     |
| D               | 20 | Diogo Dalot        |       |     |
| C               | 39 | Scott McTominay    |       | 83’ |
| A               | 27 | Wout Weghorst      |       | 78’ |
| A               | 28 | Facundo Pellistri  |       |     |
| A               | 36 | Anthony Elanga     |       |     |
| A               | 49 | Alejandro Garnacho |       | 62’ |
| Allenatore:     |    |                    |       |     |
| Erik ten Hag    |    |                    |       |     |

| Uomo partita: İlkay Gündoğan (Manchester City) Assistenti arbitrali: Neil Davies Scott Ledger Quarto ufficiale: Peter Bankes Riserva del quarto ufficiale: Adrian Holmes VAR: David Coote Assistente al VAR: Simon Long | Regole dell'incontro - due tempi regolamentari da 45 minuti ciascuno; - due tempi supplementari da 15 minuti ciascuno in caso di parità; - tiri di rigore in caso di ulteriore parità; inizialmente cinque per squadra, e a oltranza fino a spareggio in caso di ulteriore parità; - numero massimo di 20 giocatori per squadra a referto (11 in campo e 9 come potenziali sostituti); - cinque sostituzioni permesse nei tempi regolamentari; una sesta permessa nei tempi supplementari. |